# Міжнародний день толерантності
Міжнаро́дний день толера́нтності — свято, яке відзначається 16 листопада в усьому світі. Його запровадили у 1995 році за рішенням ЮНЕСКО. Саме цього дня ухвалили Декларацію принципів терпимості. У ній йдеться про рівність усіх людей, незалежно від їхньої раси, статі, мови, національної належності, релігії або стану здоров’я. Ці принципи закріпили у Загальній декларації прав людини, що проголошує неприйняття усіх форм дискримінації, недопущення геноциду і покарання за нього. 
Декларація принципів терпимості звертається до держав, які мають гарантувати створення справедливого законодавства, дотримання правопорядку, судово-процесуальних та адміністративних норм. У статті 2 Декларації говориться, що для того, щоб зробити суспільство більш терпимим, держави мають ратифікувати існуючі міжнародні конвенції з прав людини, і, якщо це необхідно, розробити нове законодавство з метою забезпечення в суспільстві принципу рівних прав та можливостей для всіх груп та окремих людей.
До цього положення варто додати, що ратифікація документів та створення законодавства це лише так звана «матеріальна» умова для формування реальної толерантності в суспільстві. Сьогодні, ратифікувавши основні міжнародні документи із захисту прав людини, Україна та її суспільство ще далекі до того, щоб стверджувати, що толерантність — це ознака нашого життя[джерело?]. 
Навчання починається з дітей, яких варто вчити не просто бути «такими як всі», а, поважаючи інших, висловлювати свою точку зору та відстоювати власну позицію. Тож ЮНЕСКО пропонує відзначати День толерантності у школах і вищих навчальних закладах усіх країн-членів ООН.